# San Miguel Acuautla
San Miguel Acuautla är en ort i Mexiko.   Den ligger i kommunen Huauchinango och delstaten Puebla, i den sydöstra delen av landet, 140 km nordost om huvudstaden Mexico City. San Miguel Acuautla ligger 1 355 meter över havet och antalet invånare är 450.
Terrängen runt San Miguel Acuautla är huvudsakligen kuperad, men norrut är den bergig. Runt San Miguel Acuautla är det ganska tätbefolkat, med 192 invånare per kvadratkilometer. Närmaste större samhälle är Huauchinango, 5,7 km sydväst om San Miguel Acuautla. I omgivningarna runt San Miguel Acuautla växer i huvudsak blandskog.